# Spódnica

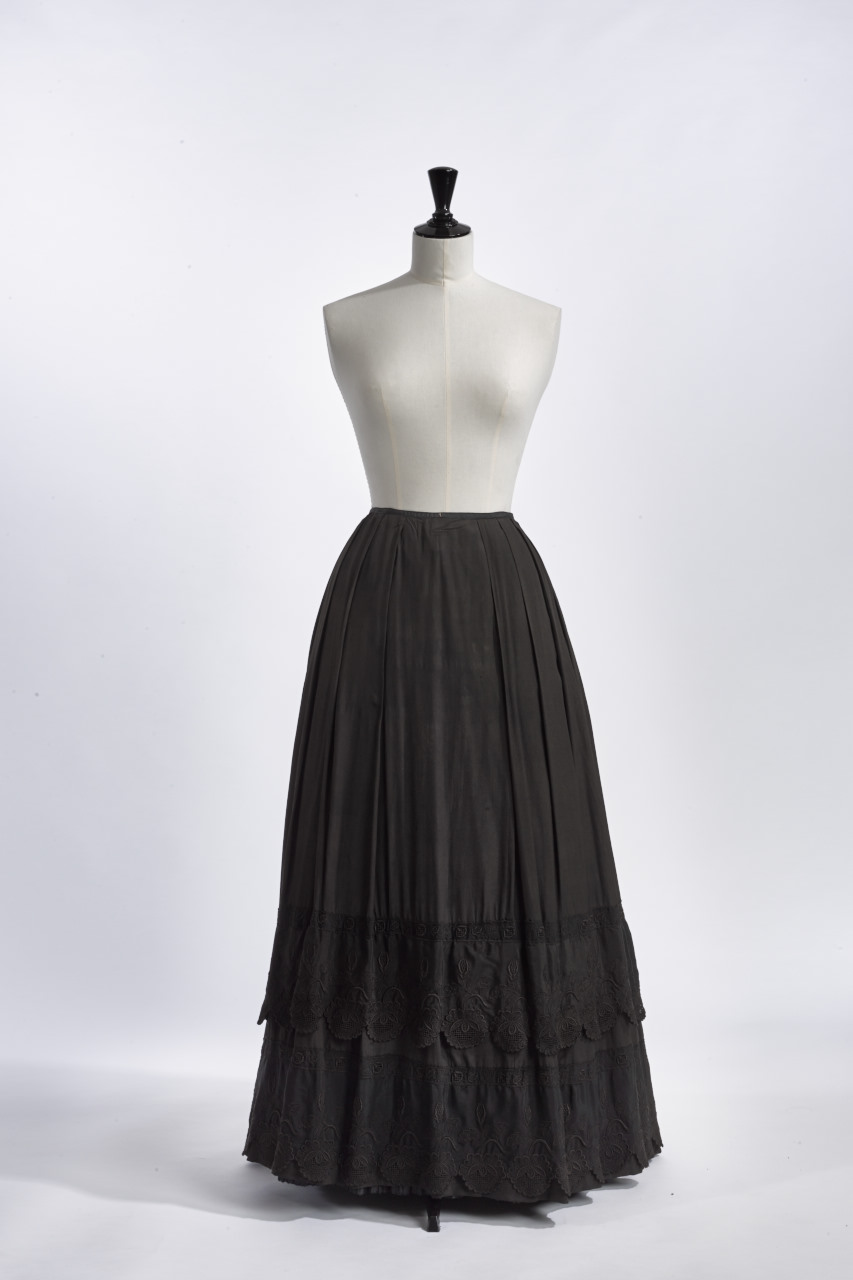
Spódnica o pełnej długości
(do kostek tzw. maxi)

Spódnica – wierzchnia część odzieży okrywająca ciało od pasa w dół, w formie płata materiału bez nogawek. W kulturze zachodniej stanowiąca najczęściej element garderoby damskiej. Zróżnicowana w formie w zależności od epoki i panującej mody.
Współcześnie pod względem długości, wyróżnia się 4 podstawowe typy spódnic:
- maxi – do kostek
- midi – do połowy łydek
- mini – do około połowy uda
- mikro – zakrywająca pośladki (całkowicie lub tylko częściowo)

## Historia
Niegdyś spódnica była częścią garderoby wyłącznie lub niemal wyłącznie męskiej. Kobiety, chcąc zakryć piersi, opasywały się pledami po pachy lub nosiły suknie, mężczyznom wystarczył materiał opasany wokół talii. W Europie na początku średniowiecza starły się dwie mody męskie – moda na celtyckie męskie spódnice (pledy) oraz moda na nordycko-germańskie spodnie. W rezultacie spódnice zostały wyparte przez spodnie – wszędzie z wyjątkiem terenów Szkocji (kilty za rzepki kolanowe), Irlandii (kilty dłuższe sięgające łydek) oraz Bałkanów.
Obecnie męskie spódnice są obecne również wśród niektórych subkultur – pagan goci często wdziewają szkockie kilty, a cyber goci długie czarne spódnice obcisłe na pośladkach, rozkloszowane, z rozcięciem z przodu z doczepionymi licznymi pasami parcianymi wiszącymi na klamrach (styl bondage).